# Ribautia gracilis
Ribautia gracilis är en mångfotingart som beskrevs av Ribaut 1923. Ribautia gracilis ingår i släktet Ribautia och familjen storjordkrypare.
Artens utbredningsområde är Nya Kaledonien. Inga underarter finns listade i Catalogue of Life.